# 三島古墳群
三島古墳群（みしまこふんぐん、三島野古墳群）とは、淀川北岸、桧尾川流域から茨木川流域にあり、大阪府高槻市と茨木市（旧三島郡）にかけて広がる古墳と遺跡の総称。

## 概要

三島野古墳群と他の古墳群の位置関係

淀川右岸地域、北摂山地の山腹部から丘陵部にかけて広がり、古墳だけでも大小500基以上を数える。古代三島地方の中心地であったこの地には、古墳時代初期から終末期までの各時代を代表する古墳が含まれ、羽曳野・藤井寺周辺の古市古墳群、堺周辺の百舌鳥古墳群と並ぶ規模を誇る、日本有数の古墳地帯である。

## 主な古墳

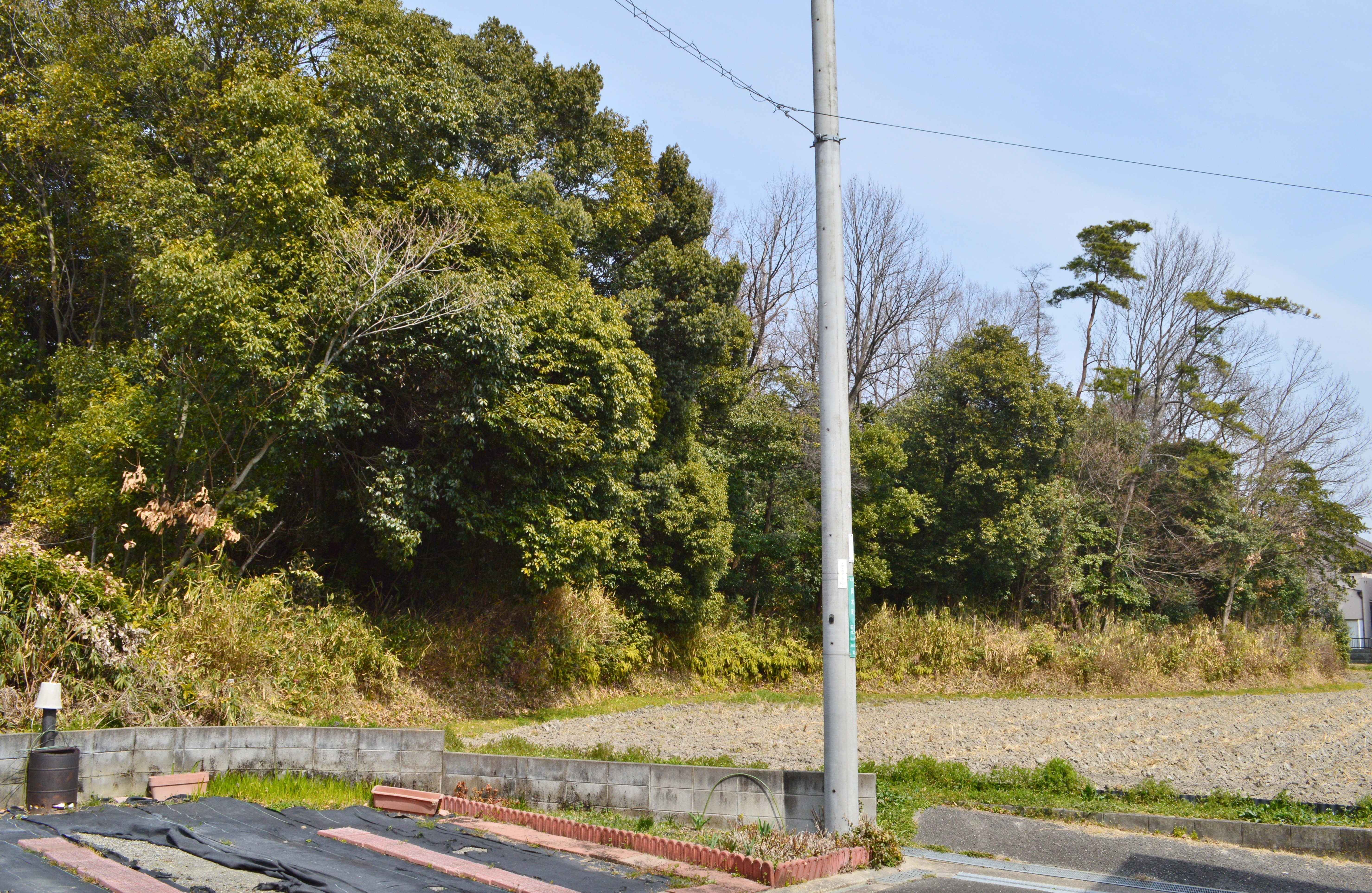
郡家車塚古墳
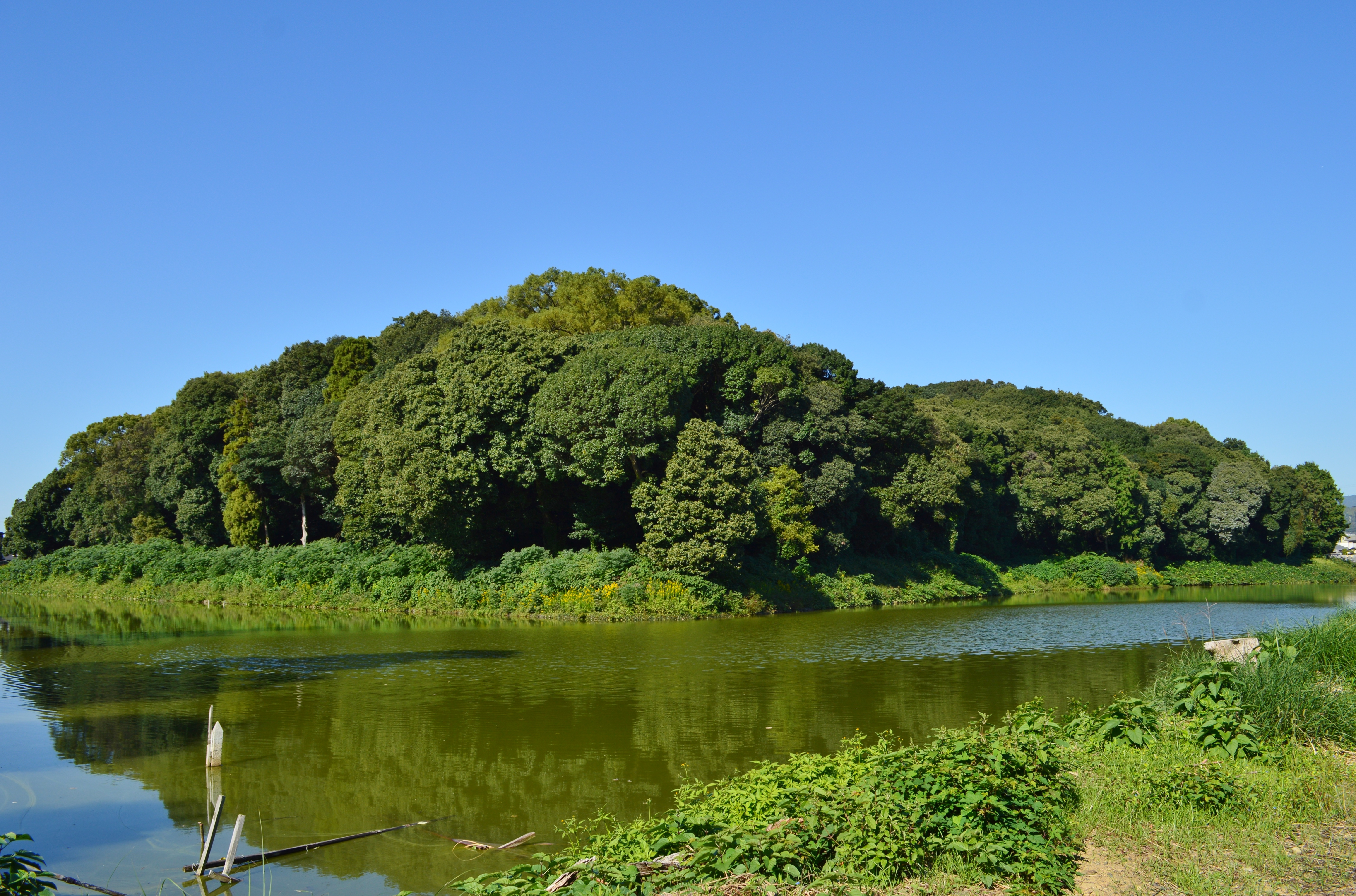
太田茶臼山古墳
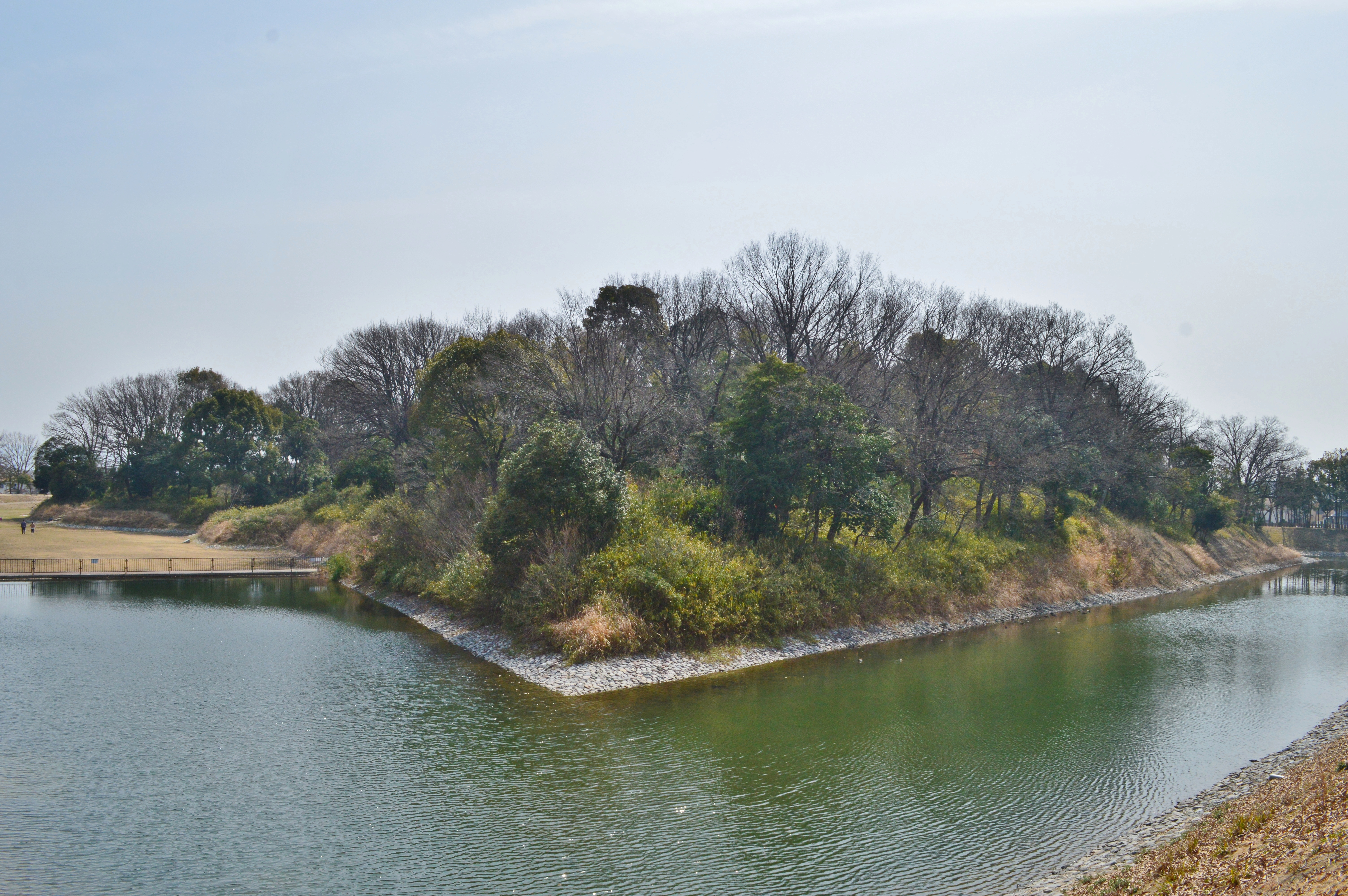
今城塚古墳
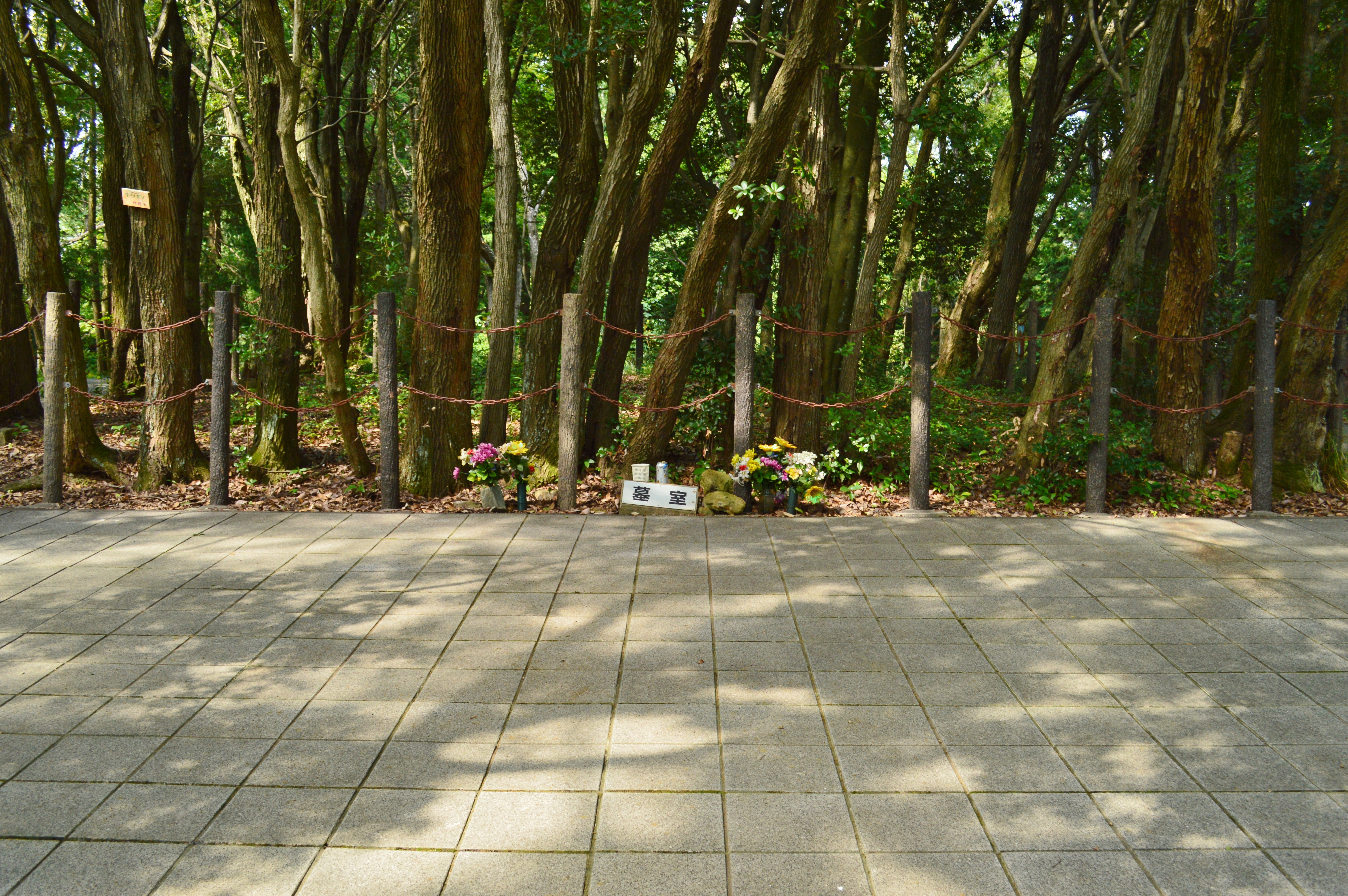
安満宮山古墳

3世紀中頃、古墳時代初頭の古墳。三島古墳群最古。
- 岡本山古墳

3世紀後半、古墳時代初期の古墳。三島地方最初の王墓。全長約120m、後円部径約70mの前方後円墳。
- 弁天山古墳

3世紀末〜4世紀初頭、古墳時代初期の古墳。三島の王の王墓。全長約100m、後円部径約70mの前方後円墳。
- 闘鶏山古墳　国の史跡

4世紀前半、古墳時代前期の古墳。全長86.4m、後円部径約60mの前方後円墳。
- 郡家車塚古墳

4世紀末、古墳時代前期の古墳。三島地方の王墓。全長が約85.6m、後円部径約51.3mの前方後円墳。
- 太田茶臼山古墳　継体天皇陵

5世紀中頃〜後半、古墳時代中期の古墳。総長250m・総幅約150mの前方後円墳。
- 今城塚古墳　国の史跡

6世紀前半、古墳時代後期の古墳。総長約350m・総幅約340mの前方後円墳。淀川流域最大の墳墓。
- 塚原古墳群

6世紀中頃〜7世紀中頃の古墳群。かつては15群・約110基を数えたが、現在では約40基が残る。塚原八十塚と呼ばれ、ウィリアム・ゴーランドによって世界に紹介され、古墳研究の先駆けとなった古墳群。
- 塚脇古墳群

6世紀後半〜7世紀の古墳群。約50基の古墳で構成されている。
- 安満古墳群

6世紀後半〜7世紀の群衆墳。40数基の横穴式石室をもつ古墳が確認されている。
- 阿武山古墳　国の史跡

7世紀末、古墳時代終末期の古墳。盛り土はなく、直径82mの円墳。藤原鎌足の墓とされる。
- 郡家車塚古墳
- 太田茶臼山古墳
- 今城塚古墳
- 阿武山古墳